# Rincão dos Roratos
Rincão dos Roratos é um dos quatorze distritos rurais do município brasileiro de Santo Ângelo, no Rio Grande do Sul. Situa-se ao norte da cidade.
Limita-se com os distritos de Comandaí, Sossego (Santo Ângelo), Restinga Seca e Cristo Rei, com o perímetro urbano e com o município de Giruá. Em 2010, o distrito possuía 300 habitantes.